# Auguste Piccard

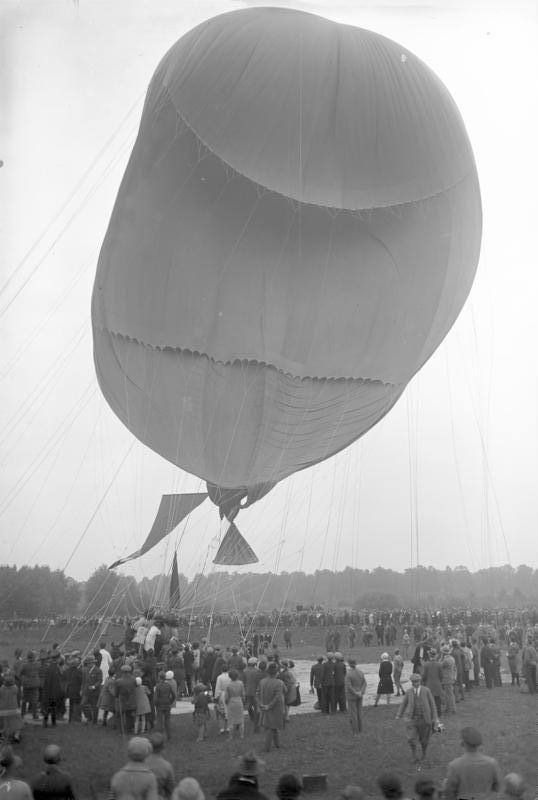
Start balonu „FNRS” w Augsburgu,
27 maja 1931

Auguste Antoine Piccard (ur. 28 stycznia 1884 w Bazylei, zm. 24 marca 1962 w Lozannie) – szwajcarski fizyk, wynalazca i badacz.

## Życiorys
Od dziecka zainteresowany nauką, studiował na Politechnice Federalnej w Zurychu. W 1922 został profesorem fizyki na Wolnym Uniwersytecie Brukselskim.
23.09.1923 roku podczas XII zawodów Pucharu Gordona Bennetta reprezentował Szwajcarię zajmując 10 pozycję. W 1932 roku odwiedził Polskę. podczas pobytu wygłosił w Polskim Towarzystwie Fizycznym wykład o metodach badania stratosfery, spotkał się z prezydentem Mościckim, wygłosił wykład w auli politechniki warszawskiej o swoich badaniach nad mechaniką rejonów kosmicznych. 10 maja odwiedził Zakłady Balonowe w Legionowie, a 11 maja odbył lot w towarzystwie Ericha Tilgenkampa, inż. Stanislawa Mazurka i ppłk. Sielewicza na balonie Zurich II. Podczas wizyty w Legionowie został podpisana wstępna umowa na produkcję przez Zakłady balonu stratosferycznego dla Piccarda, ale profesorowi nie udało się zdobyć pieniędzy na ten projekt i zamówienie nie zostało potwierdzone.
We wczesnych latach 30. XX wieku opracował podstawowe założenia konstrukcji batyskafu, jednak wówczas niezrealizowane. Na podstawie tych założeń skonstruował w 1930 balon stratosferyczny. Na cześć głównego sponsora, Belgijskiego Narodowego Funduszu Badań Naukowych, balon nazwano „FNRS”. 27 maja 1931 Piccard wraz z Paulem Kipferem, wznosząc się z Augsburga, osiągnął rekordową wysokość 15 785 metrów, dokonując w czasie lotu wielu ważnych pomiarów dotyczących atmosfery i promieniowania kosmicznego. Badania promieniowania kosmicznego były głównym powodem konstrukcji balonu. W tym celu w 1936 nawiązał współpracę z fabryką gumy w Sanoku, utworzoną przez Oskara Schmidta, zamierzając wykorzystać materiał wyprodukowany w tym zakładzie do planowanej budowy balonu w Legionowie. Profesor Piccard wykonał jeszcze 26 lotów stratosferycznych, osiągając maksymalną wysokość 23 000 m.
Do konstruowania batyskafu powrócił pod koniec lat 30., lecz prace przerwała II wojna światowa. Po jej zakończeniu prace kontynuowano, tym razem we Francji, pod patronatem Francuskiej Marynarki Wojennej. W 1948 batyskaf „FNRS-2” wykonał kilka próbnych zanurzeń.
Wskutek nieporozumień z francuską marynarką Piccard – z doświadczeniem nabytym podczas budowy i eksploatacji „FNRS-2” – przystąpił do budowy nowego batyskafu, zmieniając niektóre rozwiązania konstrukcyjne. Tym razem sponsorami byli Włosi. W 1953 zwodowano batyskaf o nazwie „Trieste”, w którym Piccard wraz z synem Jacques’em oraz innymi naukowcami wykonał wiele zanurzeń w Morzu Śródziemnym. W 1957 „Trieste” został sprzedany Marynarce Wojennej Stanów Zjednoczonych. Następne zanurzenia wykonywał m.in. także Jacques Piccard (w tym najsłynniejsze, zejście na dno Rowu Mariańskiego w 1960).
Kontynuatorem pasji balonowych Auguste’a jest jego wnuk, Bertrand.
Na podstawie wyglądu profesora Herge stworzył postać Tryfona Lakmusa w serii komiksów Przygody Tintina.

## Odznaczenia
- Komandor Legii Honorowej (Francja)[12]
- Komandor Orderu Leopolda (Belgia)[12]